# Электромагнит

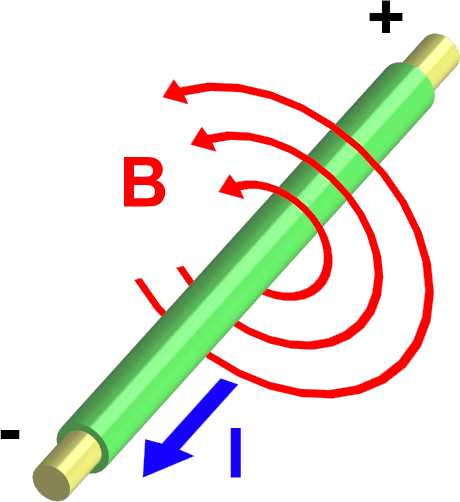
Прямой провод с током. Ток (I), протекая через провод, создаёт магнитное поле (B) вокруг провода

Магнитное поле, продуцирумое соленоидом

Электромагнит — устройство, создающее магнитное поле при прохождении электрического тока через него. Обычно электромагнит состоит из обмотки и ферромагнитного сердечника, который приобретает свойства магнита при прохождении по обмотке электрического тока. В электромагнитах, предназначенных, прежде всего, для создания механического усилия также присутствует якорь (подвижная часть магнитопровода), передающий усилие.   
Обмотку электромагнитов изготавливают из изолированного алюминиевого или медного провода, хотя есть и сверхпроводящие электромагниты. Магнитопроводы изготавливают из магнитно-мягких материалов — обычно из электротехнической или качественной конструкционной стали, литой стали и чугуна, железо-никелевых и железо-кобальтовых сплавов. Для снижения потерь на вихревые токи (токи Фуко) магнитопроводы выполняют из набора листов.

## История

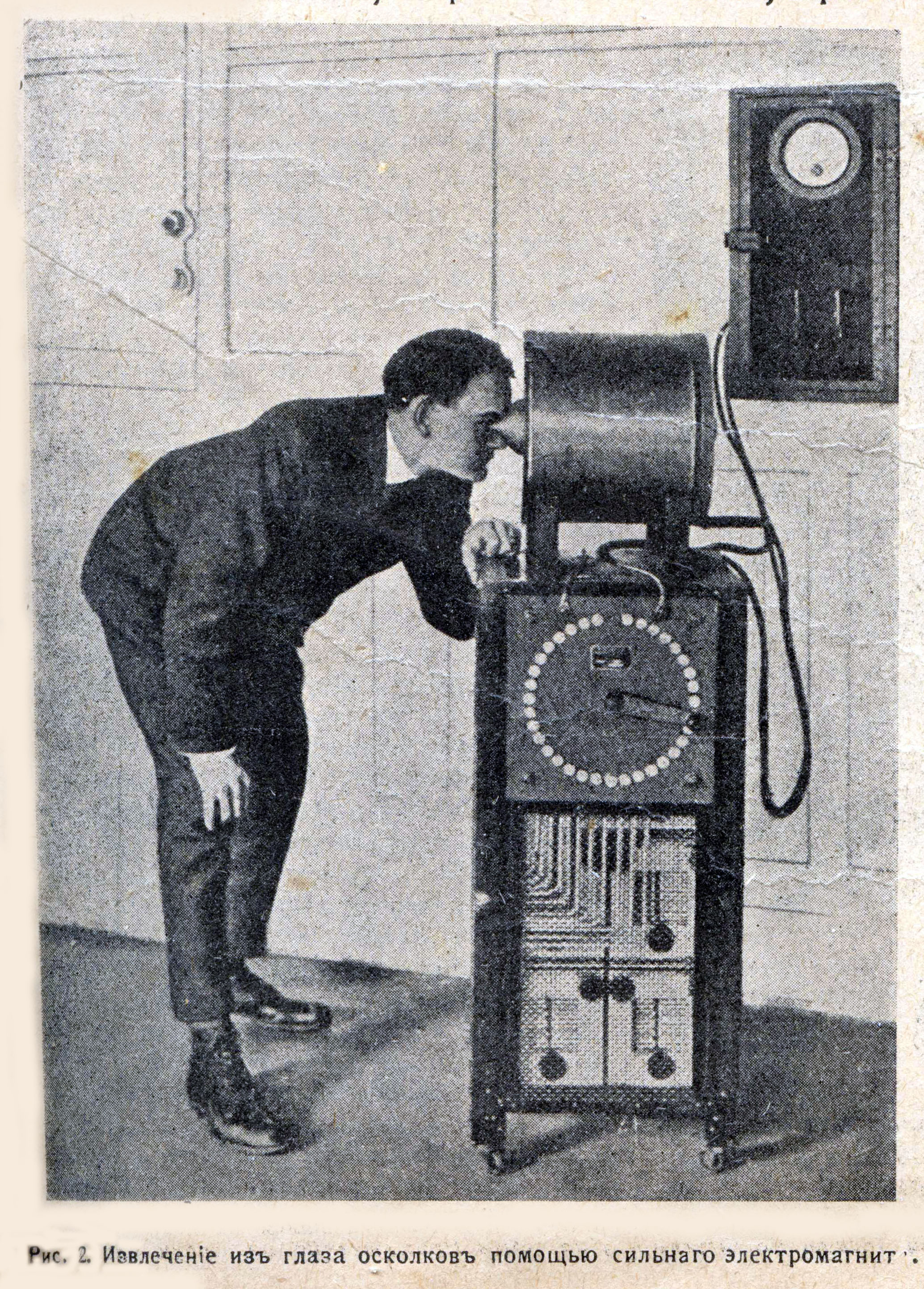
Извлечение осколков из глаза с помощью электромагнита; 1915

В 1825 году английский инженер Уильям Стёрджен изготовил первый электромагнит, представляющий собой согнутый стержень из мягкого железа с обмоткой из толстой медной проволоки. Для изолирования от обмотки, стержень был покрыт лаком. При пропускании тока железный стержень приобретал свойства сильного магнита, но при прерывании тока он мгновенно их терял. Именно эта особенность электромагнитов и позволила широко применять их в технике.
Помимо промышленного использования, магниты стали широко применяться в медицине. Еще в конце XIX — начале XX века на страницах «Энциклопедического словаря Брокгауза и Ефрона» М. Э. Мендельсон писал, что электромагнит «служит самым лучшим способом для извлечения инородных тел из полости глаза».

## Классификация
Выделяют три типа электромагнитов по способу создания магнитного потока.
Нейтральные электромагниты постоянного тока
Постоянный магнитный поток создается постоянным током в обмотке таким образом, что сила притяжения зависит только от величины и не зависит от направления тока в обмотке.

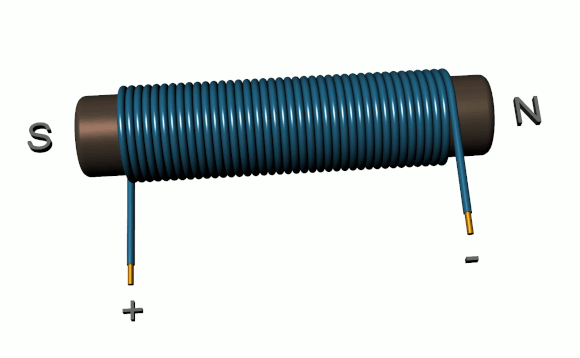
Простейший электромагнит: вокруг ферромагнитного сердечника намотан электропровод в изоляции

Поляризованные электромагниты постоянного тока
Присутствуют два независимых магнитных потока — рабочий и поляризующий. Первый создается рабочей (или управляющей) обмоткой. Поляризующий поток чаще всего создается постоянными магнитами, иногда дополнительными электромагнитами, и используется для обеспечения наличия притягивающей силы при выключенной рабочей обмотке. В целом действие такого магнита зависит как от величины, так и от направления электрического тока в рабочей обмотке.
Электромагниты переменного тока
В этих магнитах питание обмотки осуществляется от источника переменного тока, магнитный поток периодически изменяется по величине и направлению, а однонаправленная сила притяжения меняется только по величине, в результате чего сила притяжения пульсирует от нуля до максимального значения с удвоенной частотой по отношению к частоте питающего тока.
Широко применяют в электротехнике, начиная от бытовой техники до плит электромагнитных для станков, при магнитопорошковом методе неразрушающего контроля.

### Другие классификации
Электромагниты различают также по ряду других признаков: по способу включения обмоток — с параллельными и последовательными обмотками; по характеру работы — работающие в длительном, прерывистом и кратковременном режимах; по скорости действия — быстродействующие и замедленного действия, создающие постоянное или переменное магнитное поле и т. д.